# Banc Bombay
Le banc Bombay (en anglais Bombay Shoal, en philippin Abad Santos, en vietnamien Bãi Cái Mép, en mandarin Péngbó ànshā (en sinogrammes 蓬勃暗沙)), est un atoll des îles Spratleys en mer de Chine méridionale situé à l'extrémité sud-est de Dangerous Ground,,.

## Toponymie
Le nom chinois annoncé en 1935 était Bàng bēi jiāo (en sinogrammes 傍卑礁)). En 1947 et 1983, le nom a été annoncé comme Péngbó ànshā (en sinogrammes 蓬勃暗沙)). Les pêcheurs chinois l'appellent toujours Dōng tóu yǐ xīn (en sinogrammes 东头乙辛)).

## Géographie
Le banc Bombay se trouve à moins de 50 milles marins au nord-ouest de l'île de Palawan. L'atoll est découvert à marée basse et constitue l'élément émergé le plus oriental des îles Spratleys. La caractéristique géographique peu profonde la plus proche est le banc Sabina, à moins de 25 milles marins au nord-ouest. Le banc Northeast Investigator et le banc Royal Captain (à un peu plus de 12 milles marins l'un de l'autre) se trouvent respectivement à un peu plus et au-dessous de 30 milles marins au sud-ouest.
En forme d'anneau allongé, l'atoll mesure 2,4 km de long (axe du nord au sud-ouest) sur 1,6 km de large (axe du nord-ouest au sud-est).
L'atoll corallien de 3,07 km2 est composé d'un platier récifal de 1,35 km2, une pente récifale de 0,34 km2 et un lagon de 1,37 km2. La profondeur de l'eau du lagon de l'atoll est d'environ 29 à 33 mètres, avec un fond sablonneux et sans passe récifale. Sur le récif de corail, quelques rochers flottent à une hauteur de 0,6 m au-dessus de la surface de la mer. L'amplitude des marées est de 1,2 mètres.

## Revendication de souveraineté
Comme pour toutes les îles Spratleys, la propriété de l'atoll est contestée. Il fait l'objet d'un différend entre les Philippines, la Chine, le Viêt Nam et Taïwan.
Le banc Bombay est actuellement sous le contrôle des Philippines et des bâtiments simples ont été construits pour y mettre une garnison. En 2011, les bâtiments ont été endommagés par un typhon et les Philippines ont été contraintes d'évacuer leur personnel. Le 24 mai 2011, des navires chinois ont déchargé des matériaux de construction, construisit quelques piliers et plaça une bouée. Le commandement naval de Manille ordonna à un navire de guerre d'aller le vérifier le 26 mai 2011, mais le mauvais temps empêcha le déploiement d'urgence du navire de guerre. Le navire chinois n'était plus là. Le poteau de signalisation a été démonté et remis à la marine philippine, et la bouée a disparu.